# St. Aegidius (St. Ilgen)

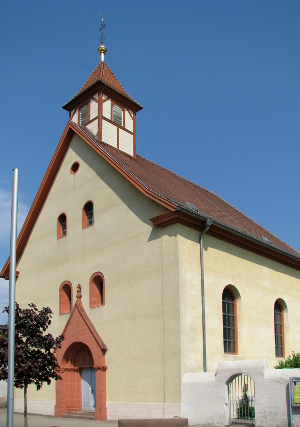
St.-Aegidius-Kirche

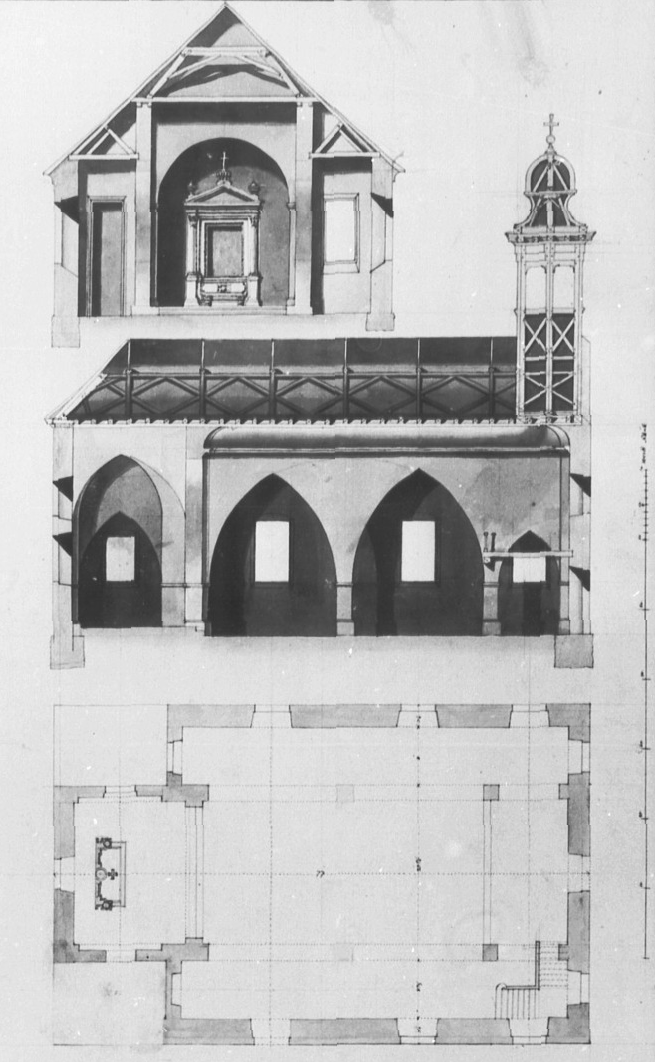
Pläne der Kirche vom Ende des 18. Jahrhunderts (Dachreiter und Grundriss heute verändert)

Die St.-Aegidius-Kirche ist eine römisch-katholische Kirche in St. Ilgen, einem Stadtteil von Leimen im Rhein-Neckar-Kreis im Nordwesten Baden-Württembergs.

## Geschichte
Im Jahr 1100 schenkte der Speyerer Bischof Johannes dem Kloster Sinsheim Besitz auf der späteren Gemarkung von St. Ilgen. In der Zeit von Abt Johannes (1158–1170) gründete das Kloster dort eine Propstei mit zunächst drei Mönchen. Unter Propst Rudolf wurde am Ende des 12. Jahrhunderts die Kirche vollendet. 1474 verkaufte das Kloster Sinsheim die Niederlassung in St. Ilgen an Kurfürst Friedrich von der Pfalz, der sie zwei Jahre später dem Dominikanerkloster Heidelberg schenkte. Spätestens mit dessen Auflösung 1550/51 endete auch das Kloster St. Ilgen. Die Klosterkirche wurde Pfarrkirche.
Für die seelsorgerliche Betreuung war bereits seit 1475 die Pfarrei Leimen zuständig. 1556 führte Kurfürst Ottheinrich in der Kurpfalz die Reformation ein, bei der Pfälzischen Kirchenteilung fiel das Gebäude 1707 jedoch wieder an die katholische Kirche. Seit 2011 bilden die Katholiken in Leimen mit Sandhausen und Nußloch eine Seelsorgeeinheit im Dekanat Wiesloch im Erzbistum Freiburg.
In spätgotischer Zeit sowie nochmals zwischen 1780 und 1784 wurde die St.-Aegidius-Kirche umgebaut. 1824 folgte die Erneuerung des Dachreiters. Von 1961 bis 1964 wurde die Kirche renoviert und ein Zelebrationsaltar aufgestellt. Der letzte große Umbau war zwischen 1993 und 1995, als die Kirche erweitert und renoviert wurde.
Ägidius ist im deutschen Sprachraum auch bekannt als Aegidius, Egidius, Egydius, Ilg, Ilgen, Jilg, Gilg, Gilgian oder Gilgen. So lässt sich der Name der später um das Kloster herum entstandenen Stadt „St. Ilgen“ auf eine Namensvariante des St. Ägidius zurückführen.

## Beschreibung
Die St.-Aegidius-Kirche steht im alten Klosterbezirk im Zentrum von St. Ilgen. Die Propsteikirche war ursprünglich eine geostete, dreischiffige Basilika, die um 1160 mit quadratischem Hauptchor und drei Apsiden errichtet wurde. Das Mittelschiff wurde durch vier Pfeiler mit Stützenwechsel von den Seitenschiffen getrennt. Aus romanischer Zeit hat sich das zweifach gestufte Rundbogenportal mit zwei blattornamentierten Kapitellen erhalten. Im Tympanon befindet sich vermutlich eine Reliefdarstellung von Christus als Allherrscher, an den Seiten zwei Männer kniend, einer davon St. Aegidius, Patron von Kloster und Kirche, der von Christus den Hirtenstab erhält. Ebenfalls aus der Zeit der Romanik ist die Vierung. An sie wurden bei der Erweiterung 1995 zwei Querhäuser und drei rechteckige Apsiden angebaut. Das Gestühl ist seither von drei Seiten auf den Altarbereich ausgerichtet.
Zelebrationsaltar, Ambo und Sedilien, das Deckengemälde im Langhaus und das Chorraumrelief schuf Michael Münzer. Die kunstvollen Seitenaltäre wurden in den Apsiden aufgestellt, links mit einer Darstellung der Rückkehr der Hl. Familie aus Ägypten und rechts der Hl. Aegidius als Einsiedler.

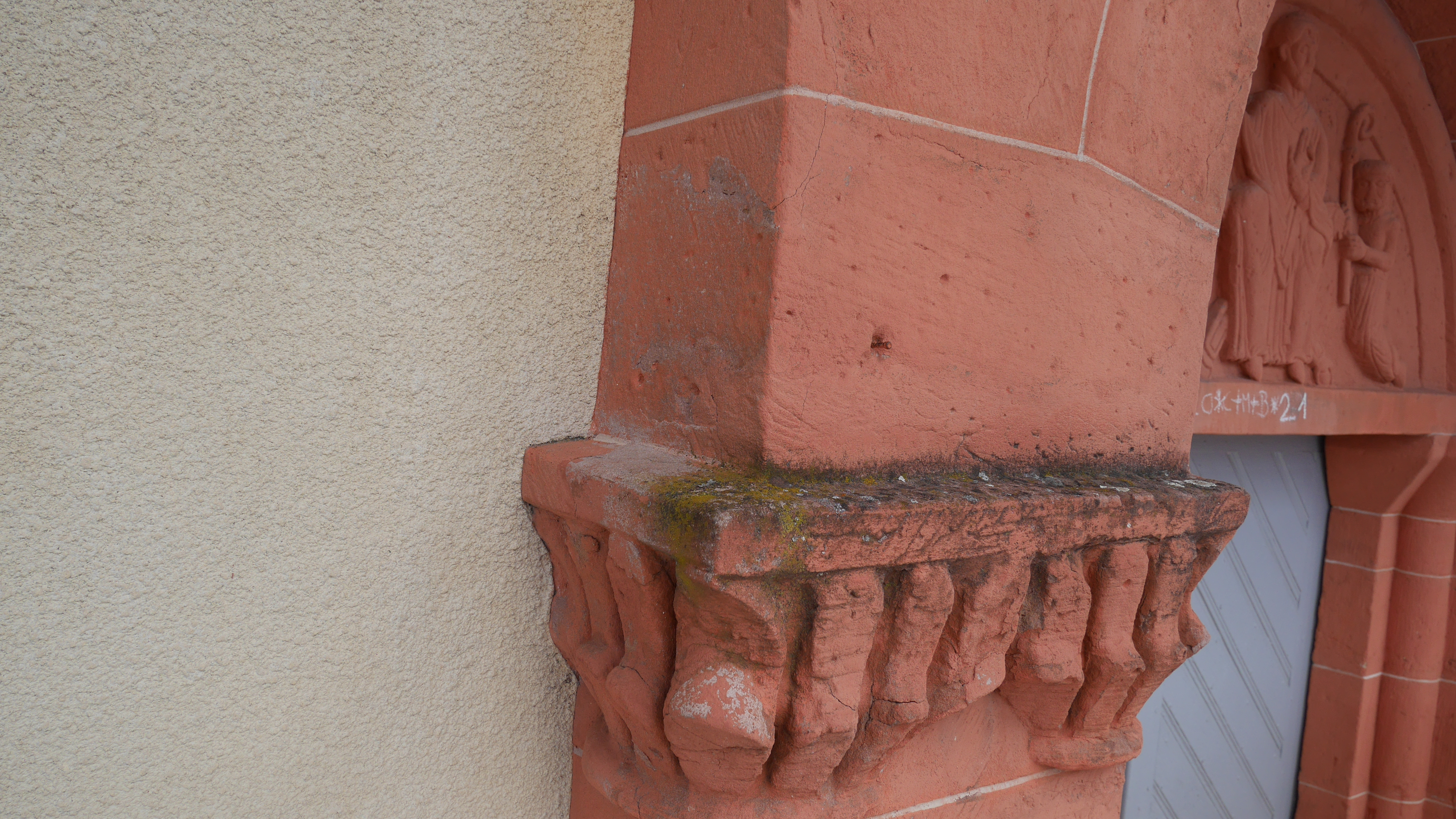
Kapitell
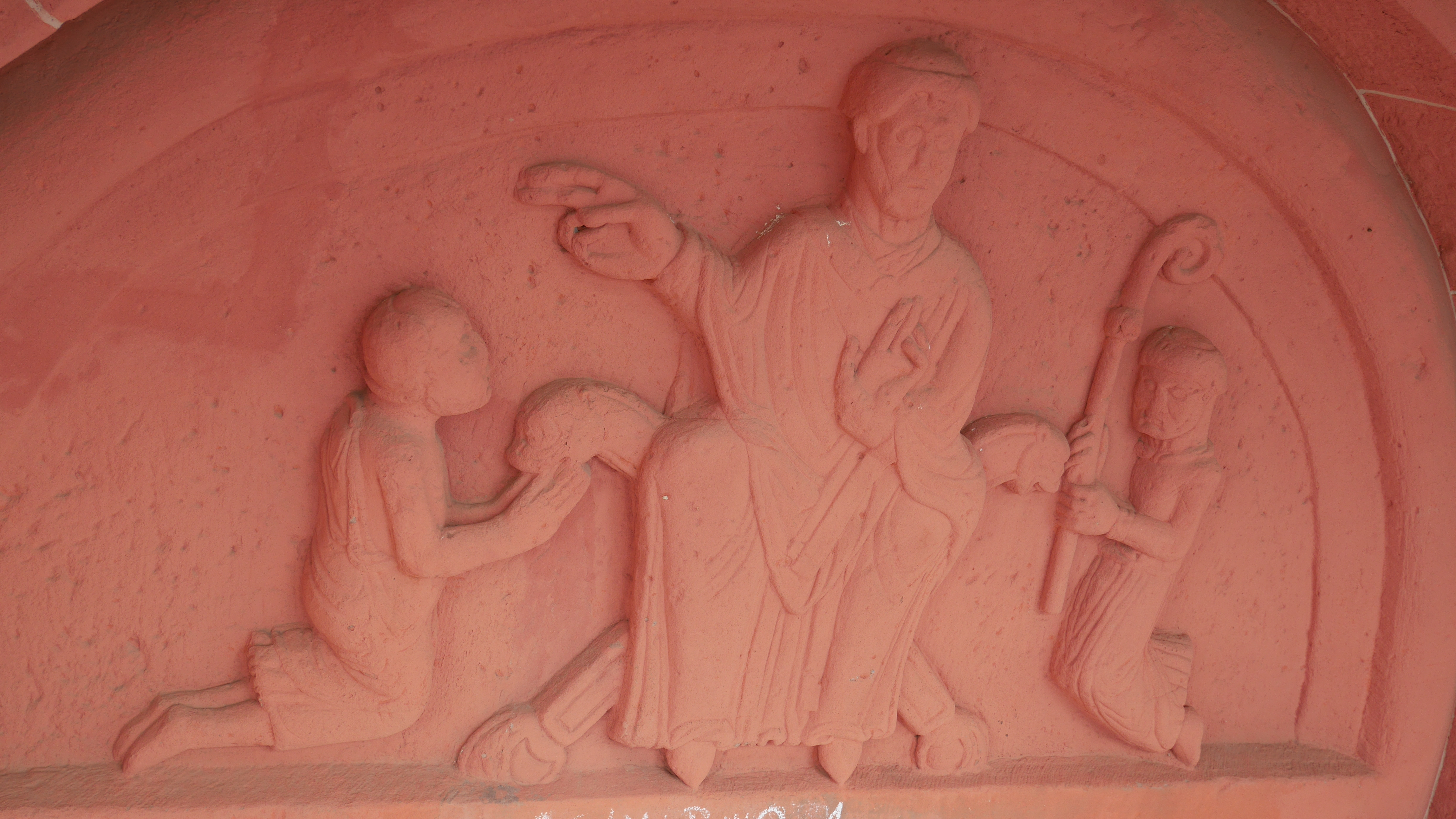
Tympanon Detail
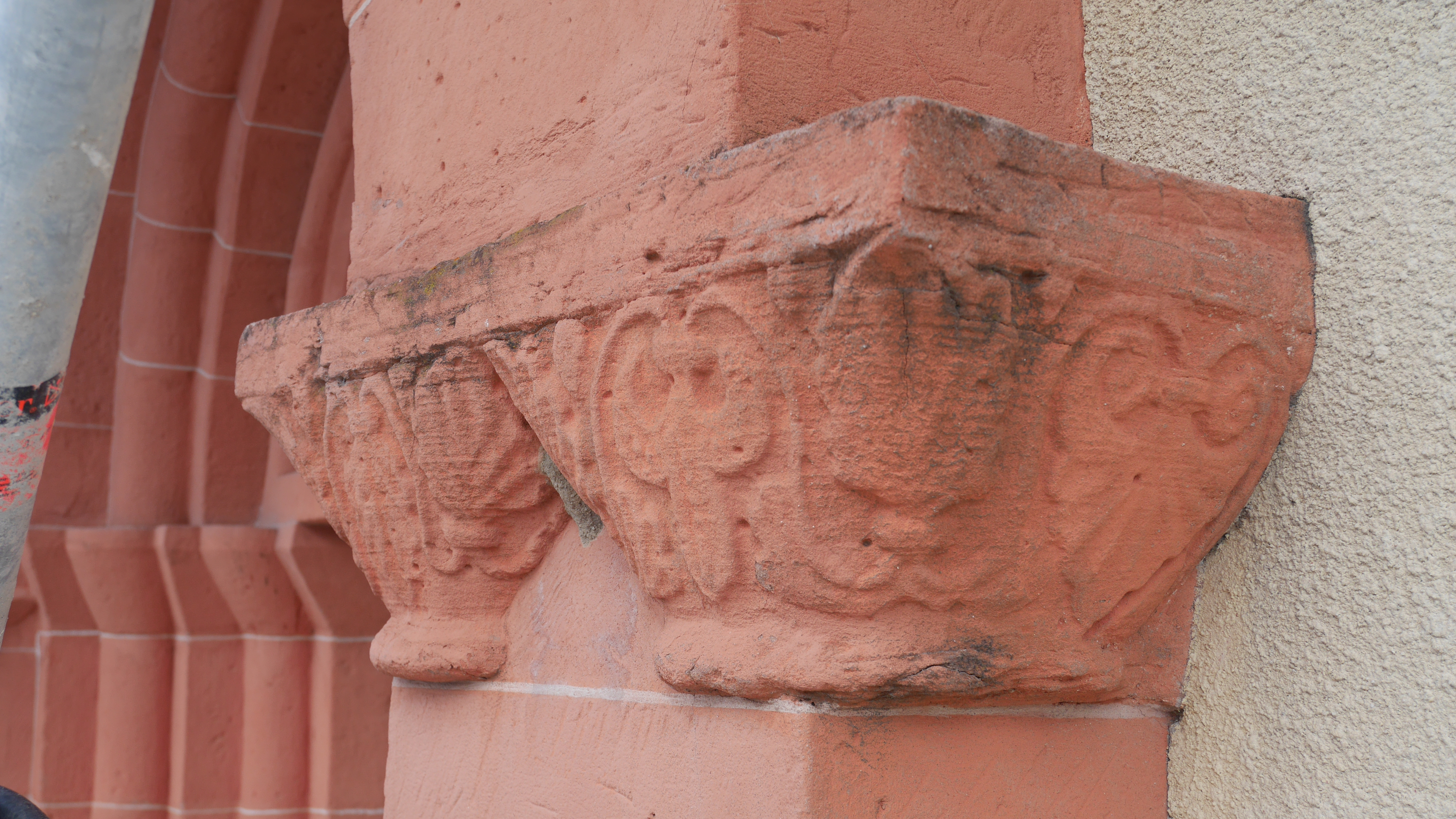
Kapitelle

## Orgel
Die Orgel wurde 1995 von Hans-Georg Vleugels erbaut. Das Instrument hat 19 Register auf zwei Manualen und Pedal, davon einen Vorabzug und eines auf einer Wechselschleife. Spiel- und Registertraktur sind mechanisch, die Register sind in einem Hinterwerk (Zwillingslade von Hauptwerk und Pedal) sowie einem Vorderwerk (Positiv) angeordnet. Der Prospekt stammt aus dem 18. Jahrhundert und gehörte ursprünglich zu einer Orgel aus der katholischen Kirche Heiligkreuzsteinach.
| I Hauptwerk C–f3 |                               |    |
| 1.               | Principal                     | 8′ |
| 2.               | Rohrflöte                     | 8′ |
| 3.               | Octave                        | 4′ |
| 4.               | Spitzflöte                    | 4′ |
| 5.               | Octave (= Vorabz. von Nr. 6)  | 2′ |
| 6.               | Mixtur III–IV                 | 2′ |
| 7.               | Trompete (Wschl. mit Nr. 19)0 | 8′ |

| II Positiv C–f3 |              |        |
| 08.             | Salicional   | 8′     |
| 09.             | Großgedackt0 | 8′     |
| 10.             | Praestant    | 4′     |
| 11.             | Flötgedackt  | 4′     |
| 12.             | Quinte       | 2 ⁄3′  |
| 13.             | Octave       | 2′     |
| 14.             | Terz         | 1 3⁄5′ |
| 15.             | Larigot      | 1 ⁄3′  |
| 16.             | Mixtur III   | 1′     |

| Pedal C–f1 |                              |     |
| 17.        | Subbass                      | 16′ |
| 18.        | Holzoctave                   | 08′ |
| 19.        | Trompete (Wschl. mit Nr. 7)0 | 08′ |

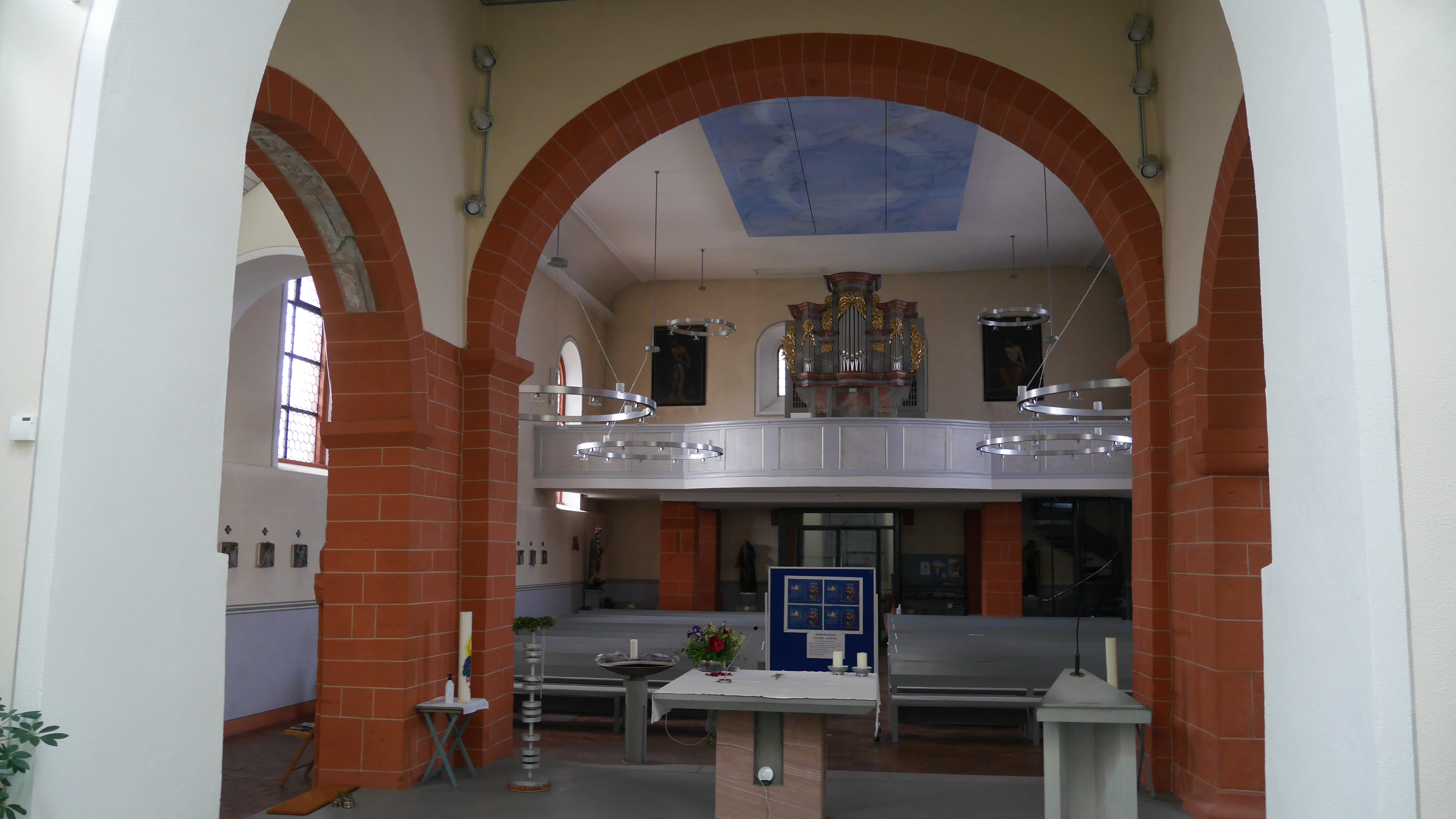
Blick aus der Vierung zur Vleugels-Orgel von 1995

- Koppeln: Normalkoppeln II/I, I/P, II/P
- Effektregister: Cymbelstern

## Glocken
Im Kirchturm, der auf dem Dachfirst über der Eingangsfassade sitzt, hängen vier Kirchenglocken aus Bronze. Drei Glocken wurden 1969 von Friedrich Wilhelm Schilling in Heidelberg gegossen; 1994 kam die größte Glocke dazu, die aus der Karlsruher Glocken- und Kunstgießerei stammt.
| Glocke | Gussjahr | Durchmesser | Gewicht | Schlagton |
| ------ | -------- | ----------- | ------- | --------- |
| 1      | 1994     | 730 mm      | 254 kg  | c″+6      |
| 2      | 1969     | 594 mm      | 150 kg  | f″+6      |
| 3      | 1969     | 500 mm      | 088 kg  | as″+80    |
| 4      | 1969     | 445 mm      | 064 kg  | b″+6      |